# Pheidole argentina
Pheidole argentina és una espècie de formiga de la subfamília dels mirmicins. És endèmica de l'Argentina. És un paràsit social del seu congènere P. nitidula. No hi ha casta obrera, mentre que la reina fa aproximadament 1,7 mm i es caracteritza per tenir antenes de deu segments. El cos és relativament pupiforme. Fou anomenada en referència al país on viu.